# Uran-236
Uran-236 (236U) je izotop uranu s poločasem přeměny přibližně 2,34×107 let. Podléhá téměř výhradně alfa rozpadu na 232Th, ovšem může u něj proběhnout také spontánní štěpení (s pravděpodobností 9,4×10−8 %).

## Tvorba a výtěžnost
Štěpitelný 235U je palivem pro většinu jaderných reaktorů. Absorpce tepelných neutronů tímto izotopem může mít dva různé výsledky: V asi 82 % případů dojde k rozštěpení jádra a v 18 % případů dojde k vyzáření fotonu gama záření a vzniku 236U. Výtěžnosti nejčastějších jednotlivých produktů štěpení, jako jsou cesium-137, stroncium-90 a technecium-99 jsou od 6 % do 7 % a celková výtěžnost produktů s poločasem přeměny 10 let nebo delším je 32 %; o něco méně jich je zničeno záchytem neutronu.
Druhý nejčastější štěpný materiál, 239Pu, se při absorpci tepelného neutronu rovněž může i nemusí rozštěpit. Absorpcí vzniklé 240Pu se přeměňuje s poločasem 6561 let na 236U. V uzavřeném palivovém cyklu se většina 240Pu rozštěpí (někdy dojde k zachycení i více než jednoho neutronu) dříve než dojde k jeho přeměně, ovšem plutonium-240 skladované jako radioaktivní odpad se přemění za tisíce let.
Největší množství uranu-236 se vytváří zachycováním neutronů v jaderných reaktorech, to je ovšem z většiny uschováno uvnitř reaktorů a na úložištích jaderného odpadu. Nejvýznamnějšími zdroji tohoto izotopu v přírodě jsou však reakce 238U(n,3n)236U způsobené rychlými neutrony při výbuších termonukleárních zbraní. Testování jaderných bomb ve 40. až 60. letech 20. století způsobilo zvýšení jeho koncentrace v přírodě výrazně nad hodnoty, které se očekávaly v případě, že by vznikal pouze přirozenými procesy.

## Reakce
236U se při zachycení tepelného neutronu nerozštěpí, ale přemění na 237U, který rychle prochází přeměnou β− na 237Np. Účinný průřez 236U pro záchyt tepelných neutronů je však malý, a tento proces tak v reaktoru probíhá jen pomalu. Použité jaderné palivo obvykle obsahuje přibližně 0,4 % uranu-236. Neptunium-237 má mnohem větší účinný průřez a může absorbovat další neutron za vzniku 238Np, jež se přeměňuje na plutonium-238, nebo podléhá štěpení.
236U (a většinu dalších izotopů aktinoidů) lze štěpit rychlými neutrony v jaderných zbraních a rychlých reaktorech.

## Obtížnost oddělení
Na rozdíl od plutonia, menšinových aktinoidů (aktinoidů mimo uran a plutonium), štěpných produktů a produktů neutronové aktivace, nelze chemickými postupy oddělit 236U od 238U, 235U, 232U nebo jiných izotopů uranu; obtížné je i jeho oddělení izotopovou separací. Uran-236 se tak v přírodě nemůže oddělit od 238U a koncentrovat se odděleně, což snižuje jeho radiační nebezpečnost.

## Vliv na radioaktivitu přepracovaného uranu
Uran-238 má asi 190krát delší poločas přeměny než uran-236, který by tak měl mít i přibližně 190krát vyšší měrnou aktivitu. Obsahuje-li tedy přepracovaný uran 0,5 % 236U, tak budou 236U a 238U vytvářet stejné množství radioaktivity. (235U má pouze několikaprocentní podíl).
Poměr radioaktivity těchto dvou izotopů se snižuje, pokud jsou v přepracovaném palivu obsaženy jejich produkty přeměny. Přeměny produktů rozpadové řady 238U zahrnuje osm emisí částic alfa v čase krátkém (desítky až stovky let) vzhledem k poločasu přeměny 238U, takže vzorek tohoto izotopu v rovnováze s produkty jeho rozpadové řady (například v uranových rudách) má osmkrát větší aktivitu než samotný 238U. I přečištěný přírodní uran, u něhož byly méně stabilní produkty přeměn odstraněny, obsahuje rovnovážné množství 234U a oproti čistému 238U má dvojnásobnou aktivitu. Obohacení uranu o 235U zvýší obsah 234U na ještě vyšší hodnoty a přibližně polovina původního 234U zůstane v použitém palivu. Oproti tomu se 236U přeměňuje na 232Th, jež má poločas přeměny 14 miliard let a má tak jen 31,4 % měrné aktivity 238U.

## Obsah v ochuzeném uranu
Ochuzený uran používaný například ve vojenské technice, se vyrábí ze zbytků po obohacování uranu, které nikdy nebyly ozářeny v jaderném reaktoru, nikoliv z přepracovaného uranu. Existují ovšem tvrzení, že některé vzorky ochuzeného uranu obsahovaly malé množství uranu-236.